# 施岑
施岑（?—?），字太玉，沛郡人，晉朝道教人物，西山十二真君之一。宋朝道君皇帝敕封為「勇悟真人」。

## 生平
其父施朔移居於九江赤烏。後來成為淨明道創祖許旌陽弟子，《旌陽許真君傳》載其揮劍斬蛟，“吳君（吳猛）乃飛步踏其首，以劍劈其顙，蛇始低伏。弟子施岑、甘戰等引劍揮之。”

## 父
施朔，孙吴武衛士，和魏邈向皇帝孙休上告孙綝有謀反之意